# Централна банка Босне и Херцеговине
Централна банка Босне и Херцеговине је главна институција за одржавање валутне стабилности у Босни и Херцеговини која функционише по принципу валутног одбора. Основана је 20. јуна 1997. године Законом о Централној банци кога је усвојила Парламентарна скупштина Босне и Херцеговине, а у складу са Општим оквирним споразумом за мир у БиХ. Почела је са радом 11. августа 1997. године.
Гувернерка Централне банке БиХ је Јасмина Селимовић.

### Архитектура
Зграда је грађена у периоду од 1928. до 1931. године. 
Сама зграда Централне банке Босне и Херцеговине у Сарајеву, представља значајно остварење архитекте Милана Злоковића, награђено другом наградом првог ранга. Првобитно решење саме зграде засновао је на историцистичким предлошцима италијанских палата са наглашеном средишњом зоном првог спрата – пиано нобиле – у виду петолучне аркадне лође са грубом каменом профилацијом стубаца која кореспондира са лучним каменим оквирима прозора и улаза у приземљу. Глатка површина фасадних зидова је преузета и на касније измењеном решењу на коме више нема лучних елемената, док је нешто другачија пропорцијска и димензиона основа волумена била подеснија постојећој урбанистичкој ситуацији. Камена облога и низ од пет високих пиластара са стилизованим јонским капителима су дали згради банке наглашенији монументални израз. У архитектури ове банкарске палате, која одише одмереношћу и строгошћу, Злоковић је сублимирао познавање класичне архитектуре зналачки преточене у модернизовани академски језик употпуњен уметничким радовима скулптурално-рељефних композиција.

## Циљеви и задаци
Централна банка Босне и Херцеговине је задужена за одржавање валутне стабилности у складу са аранжманом валутног одбора, што значи да издаје домаћу валуту уз пуно покриће у слободним конвертибилним девизним средствима по фиксном курсу (1  = 0,51129 ). Централна банка БиХ такође дефинише и контролише провођење монетарне политике Босне и Херцеговине и управља службеним девизним резервама оствареним издавањем домаће валуте. Уз ове активности, ЦББХ је одговорна за одржавање платних и обрачунских система и за коориднацију дјелатности Агенција за банкарство Републике Српске и Федерације БиХ, која су надлежна за издавање дозвола за рад и супервизију банака. Централна банка улаже на свјетском тржишту, добитак се дијели по ентитетима сразмјерно оснивачком капитала.